# 별별이야기 2: 여섯 색깔 무지개
《별별이야기 2: 여섯 색깔 무지개》는 2008년에 개봉한 대한민국의 영화다.